# Simfonia núm. 11 (Mozart)
La Simfonia núm. 11 en re major, K. 84 (K. 73q), és una suposada composició de Wolfgang Amadeus Mozart tot i que la seva autoria s'ha posat en dubte. La seva atribució ha estat qüestionada i segueixen les incerteses. Segons es creu, la data de composició seria el 1770 i podria haver estat escrita a Milà o Bolonya, si realment es tracta d'una veritable obra de Mozart.
Un manuscrit trobat a Viena atribueix l'obra a Wolfgang, però al segle xix dues còpies de la partitura l'atribuïen respectivament a Leopold Mozart i a Carl Dittersdorf. Neal Zaslaw opina que "una comparació dels resultats de dues anàlisis d'estil del primer moviment de l'obra amb altres anàlisis realitzades als primers moviments d'altres obres que inqüestionablement pertanyen a aquests tres compositors i que s'enquadren en el mateix període suggereix que Wolfgang és el més indicat dels tres en haver estat el compositor de la K73q". No es coneix ni quan ni a on es va estrenar l'obra.
Consta de tres moviments:
1. Allegro, en compàs 4/4.
2. Andante, en compàs 3/8.
3. Allegro, en compàs 2/4.

No hi ha el Menuetto & Trio habitual en altres simfonies. Kenyon opina que hi ha "poc d'especial" en aquesta obra, mentre Zaslaw troba un "ambient gluckià ", i molta afinitat amb l'opera buffa en la repetició de tresets que hi ha al Finale.
La instrumentació de l'obra és per a dos oboès, dues trompes, fagot, corda i baix continu.